# Blechnum simillimum
Blechnum simillimum là một loài thực vật có mạch trong họ Blechnaceae. Loài này đã được (Baker) Diels mô tả khoa học đầu tiên năm 1899.